# Palaquium heterosepalum
Palaquium heterosepalum är en tvåhjärtbladig växtart som beskrevs av Elmer Drew Merrill. Palaquium heterosepalum ingår i släktet Palaquium och familjen Sapotaceae.
Artens utbredningsområde är Filippinerna. Inga underarter finns listade i Catalogue of Life.